# Axel Gueguin
Axel Gueguin (Montpellier, 24 marzo 2005) è un calciatore francese, attaccante del Montpellier.

## Carriera

### Club
Gueguin è cresciuto nelle giovanili del Montpellier dove milita dal 2011. Nel 2021 è stato promosso nelle riserve e l'anno seguente si è affacciato alla prima squadra. Ha giocato il suo primo incontro professionistico il 2 ottobre 2022 giocando i minuti finali della sfida di Ligue 1 persa 4-2 contro il Tolosa.

### Nazionale
Nel 2022 ha messo a segno una rete in 8 presenze con la maglia della nazionale francese Under-17, con la quale ha vinto gli Europei di categoria.

## Statistiche

### Presenze e reti nei club
Statistiche aggiornate al 3 giugno 2022.
| Stagione        | Squadra         | Campionato      | Campionato | Campionato | Coppe nazionali | Coppe nazionali | Coppe nazionali | Coppe continentali | Coppe continentali | Coppe continentali | Altre coppe | Altre coppe | Altre coppe | Totale | Totale | Totale |
| Stagione        | Squadra         | Comp            | Pres       | Reti       | Comp            | Pres            | Reti            | Comp               | Pres               | Reti               | Comp        | Pres        | Reti        | Pres   | Reti   |        |
| --------------- | --------------- | --------------- | ---------- | ---------- | --------------- | --------------- | --------------- | ------------------ | ------------------ | ------------------ | ----------- | ----------- | ----------- | ------ | ------ | ------ |
| 2021-2022       | Montpellier 2   | NAT2            | 6          | 1          |                 | -               | -               | -                  | -                  | -                  | -           | -           | -           | 6      | 1      |        |
| 2022-2023       | Montpellier 2   | NAT3            | 12         | 3          |                 | -               | -               | -                  | -                  | -                  | -           | -           | -           | 12     | 3      |        |
| 2022-2023       | Montpellier     | L1              | 5          | 0          | CF              | 0               | 0               |                    | -                  | -                  | -           | -           | -           | 5      | 0      |        |
| Totale carriera | Totale carriera | Totale carriera | 23         | 4          |                 | 0               | 0               |                    | -                  | -                  |             | -           | -           | 23     | 4      |        |